# Dmytro Chrystyč
Dmytro Anatolijovyč "Dmitrij" Chrystyč (ukrajinsky Дмитро́ Анатолійович Хри́стич; * 23. července 1969 Kyjev) je bývalý ukrajinský hokejový trenér a bývalý útočník. Patří mezi nejlepší ukrajinské hokejisty v historii. Nyní pracuje jako hlavní trenér ukrajinské reprezentace.

## Hráčská kariéra
S profesionálním hokejem začínal v rodném městě v Kyjevu, kde debutoval ve Sovětské nejvyšší lize v sezóně 1985/86 kdy odehrál 4 zápasy. V Kyjevu odehrál 6 sezón kdy v předposlední sezóně nasbíral za 47 zápasů 36 bodů si díky tomu zahrál v MS 1990 kde Sovětská reprezentace získala zlaté medaile. Jeho poslední sezónu 1990/1991 v sovětské nejvyšší lize odehrál 28 zápasů poté odešel do zámoří kde odehrál 3 zápasy v AHL v týmu Baltimore Skipjacks a v NHL v týmu Washington Capitals se kterým postoupil do playoff. Ve Washingtonu odehrál 4 sezóny 1991/95 kdy byl po sezóně vyměněn společně s brankářem Byron Dafoe do týmu Los Angeles Kings za 1. kolo draftu 1996 (Alexandr Volčkov) a 4. kolo draftu 1996 (Justin Davis). V první sezóně v Los Angeles Kings nasbíral 64 bodů a stal se druhým nejlepším hráčem týmu po Wayne Gretzkym a nejlepším střelcem týmu a v následující sezóně se stal nejlepším hráčem týmu s 56 body. S týmem se ani jednou neprobojoval do playoff a po sezóně byl vyměněn společně s brankářem Byron Dafoe do týmu Boston Bruins za Jozefa Stümpela, Sandym Mogera a 4. kolo draftu 1998 (Pierre Dagenais). V první sezóně v Bruins odehrál 82 zápasů ve kterých nasbíral 66 bodů a stal se druhým nejlepším hráčem a střelcem týmu po Jason Allison a pomohl k postupu do playoff kde podlehli ve čtvrtfinále konferenci proti týmu Washington capitals kde v minulosti působil 0:4 na zápasy. V následující sezóně se stal opět druhým nejlepším hráčem týmu se 71 bodů a nejlepším střelcem týmu s 29 gólech kdy se měl nejvyšší úspěšnost střelby (20,1%) a s týmem se probojovali do playoff kde prohráli v semifinále konference proti týmu Buffalo Sabres 2:4 na zápasy. 20. října 1999 byl vyměněn do týmu Toronto Maple Leafs za 2. kolo draftu 2000 (Ivan Huml). V Torontu se mu moc nedařilo kde ve dvou sezónách 1999/00 kdy odehrál v týmu 80 zápasů nasbíral 39 bodů byl 11. prosince 2000 byl vyměněn do týmu Washington Capitals za 3. kolo draftu v roce 2001 (Brendan Bell). Ve Washingtonu dohrál sezónu se kterým postoupil do playoff kde prohráli s týmem Pittsburgh Penguins 2:4 na zápasy. Ve Washingtonu odehrál svou poslední sezónu 2001/2002 v NHL. Na novou sezónu mu z žádných klubů z NHL nenabídli smlouvu a poté se dohodl s ruským týmem Metallurg Magnitogorsk kde podepsal na jeden rok. V roce 2004 ukončil hráčskou kariéru.

## Trenérská kariéra
V roce 2009 se vrátil do ukrajinské reprezentace ale ne jako hráč, ale jako asistent hlavního trenéra v mistrovství světa divize I skupiny B, kde skončili na druhém místě. Post generálního manažera si vyzkoušel v roce 2010 v mistrovství světa juniorů, juniorští reprezentanti skončili na čtvrtém místě. Jako asistent hlavního trenéra seniorské ukrajinské reprezentace byl v roce 2011 a 2013. V ročníku 2015/16 působil jako video trenér pro ruský celek Traktor Čeljabinsk do konce listopadu 2015. 4. prosince 2015 do konce sezony působil Amur Chabarovsk rovněž v pozici video trenér. Od roku 2016 do roku 2021 působil v ukrajinském klubu HK Kremenčuk jako šéf trenér mládeže. Po téměř osmi letech se vrátil k ukrajinské reprezentaci, v mistrovství světa divize I skupiny B 2022 a na zimní univerziádě 2023 působil na střídačce v pozici video kouče. V roce 2023 byl jmenován hlavním trenérem ukrajinské reprezentace. S reprezentací na mistrovství světa divize I skupiny B v roce 2024 vyhráli všech pět zápasů a postoupili po šesti letech zpátky do divize I skupiny A.

## Zajímavosti
Poslední zápas v NHL odehrál 9. dubna 2002 proti týmu Chicago Blackhawks, ve kterém si připsal jednu asistenci.

## Ocenění a úspěchy
- 1997 NHL - All-Star Game
- 1999 NHL - All-Star Game
- 2024 Postup s ukrajinskou reprezentací do divize I skupiny A.

## Prvenství
- Debut v NHL - 19. prosince 1990 (Chicago Blackhawks proti Washington Capitals)
- První gól v NHL - 28. prosince 1990 (Washington Capitals proti New York Rangers, americkému brankáři Mike Richter)
- První asistence v NHL - 29. prosince 1990 (Quebec Nordiques proti Washington Capitals)
- První hattrick v NHL - 11. února 1993 (St. Louis Blues proti Washington Capitals)

## Klubové statistiky
| Sezona            | Klub                   | Soutěž            | Základní část | Základní část | Základní část | Základní část | Základní část | Základní část | Play off | Play off | Play off | Play off | Play off | Play off |
| Sezona            | Klub                   | Soutěž            | Z             | G             | A             | B             | +/-           | TM            | Z        | G        | A        | B        | +/-      | TM       |
| ----------------- | ---------------------- | ----------------- | ------------- | ------------- | ------------- | ------------- | ------------- | ------------- | -------- | -------- | -------- | -------- | -------- | -------- |
| 1985/1986         | Sokol Kyjev            | SSSR              | 4             | 0             | 0             | 0             | —             | 0             | —        | —        | —        | —        | —        | —        |
| 1986/1987         | Sokol Kyjev            | SSSR              | 20            | 3             | 0             | 3             | —             | 4             | —        | —        | —        | —        | —        | —        |
| 1987/1988         | ShVSM Kyjev            | 1.SSSR            | 4             | 4             | 0             | 4             | —             | 4             | —        | —        | —        | —        | —        | —        |
| 1987/1988         | Sokol Kyjev            | SSSR              | 37            | 9             | 1             | 10            | —             | 18            | —        | —        | —        | —        | —        | —        |
| 1988/1989         | Sokol Kyjev            | SSSR              | 42            | 17            | 10            | 27            | —             | 15            | —        | —        | —        | —        | —        | —        |
| 1989/1990         | Sokol Kyjev            | SSSR              | 47            | 14            | 22            | 36            | —             | 32            | —        | —        | —        | —        | —        | —        |
| 1990/1991         | Sokol Kyjev            | SSSR              | 28            | 10            | 12            | 22            | —             | 20            | —        | —        | —        | —        | —        | —        |
| 1990/1991         | Baltimore Skipjacks    | AHL               | 3             | 0             | 0             | 0             | —             | 0             | —        | —        | —        | —        | —        | —        |
| 1990/1991         | Washington Capitals    | NHL               | 40            | 13            | 14            | 27            | -1            | 21            | 11       | 1        | 3        | 4        | -2       | 6        |
| 1991/1992         | Washington Capitals    | NHL               | 80            | 36            | 37            | 73            | +24           | 35            | 7        | 3        | 2        | 5        | +2       | 15       |
| 1992/1993         | Washington Capitals    | NHL               | 64            | 31            | 35            | 66            | +29           | 28            | 6        | 2        | 5        | 7        | -2       | 2        |
| 1993/1994         | Washington Capitals    | NHL               | 83            | 29            | 29            | 58            | -2            | 73            | 11       | 2        | 3        | 5        | 0        | 10       |
| 1994/1995         | Washington Capitals    | NHL               | 48            | 12            | 14            | 26            | 0             | 41            | 7        | 1        | 4        | 5        | +4       | 0        |
| 1995/1996         | Los Angeles Kings      | NHL               | 76            | 27            | 37            | 64            | 0             | 44            | —        | —        | —        | —        | —        | —        |
| 1996/1997         | Los Angeles Kings      | NHL               | 75            | 19            | 37            | 56            | +8            | 38            | —        | —        | —        | —        | —        | —        |
| 1997/1998         | Boston Bruins          | NHL               | 82            | 29            | 37            | 66            | +25           | 42            | 6        | 2        | 2        | 4        | +1       | 2        |
| 1998/1999         | Boston Bruins          | NHL               | 79            | 29            | 42            | 71            | +11           | 48            | 12       | 3        | 4        | 7        | +1       | 6        |
| 1999/2000         | Toronto Maple Leafs    | NHL               | 53            | 12            | 18            | 30            | +8            | 24            | 12       | 1        | 2        | 3        | -3       | 0        |
| 2000/2001         | Toronto Maple Leafs    | NHL               | 27            | 3             | 6             | 9             | +8            | 8             | —        | —        | —        | —        | —        | —        |
| 2000/2001         | Washington Capitals    | NHL               | 43            | 10            | 19            | 29            | -8            | 8             | 3        | 0        | 0        | 0        | 0        | 0        |
| 2001/2002         | Washington Capitals    | NHL               | 61            | 9             | 12            | 21            | +2            | 12            | —        | —        | —        | —        | —        | —        |
| 2002/2003         | Metallurg Magnitogorsk | RSL               | 31            | 9             | 12            | 21            | —             | 20            | 3        | 0        | 0        | 0        | 0        | 4        |
| 2003/2004         | Metallurg Magnitogorsk | RSL               | 38            | 4             | 7             | 11            | —             | 20            | —        | —        | —        | —        | —        | —        |
| Celkem v NHL      | Celkem v NHL           | Celkem v NHL      | 811           | 259           | 337           | 596           | +104          | 422           | 75       | 15       | 25       | 40       | +1       | 41       |
| Celkem v SSSR/RSL | Celkem v SSSR/RSL      | Celkem v SSSR/RSL | 247           | 66            | 64            | 130           | —             | 129           | 3        | 0        | 0        | 0        | —        | 4        |

## Reprezentace
| Rok                       | Tým                       | Soutěž                    | Z  | G  | A | B  | TM |
| ------------------------- | ------------------------- | ------------------------- | -- | -- | - | -- | -- |
| 1987                      | SSSR 18                   | ME-18                     | 7  | 7  | 0 | 7  | 2  |
| 1988                      | SSSR 20                   | MSJ                       | 7  | 1  | 1 | 2  | 0  |
| 1989                      | SSSR 20                   | MSJ                       | 7  | 2  | 6 | 8  | 2  |
| 1990                      | SSSR                      | MS                        | 7  | 2  | 3 | 5  | 4  |
| 2001                      | Ukrajina                  | MS                        | 6  | 1  | 2 | 3  | 2  |
| 2002                      | Ukrajina                  | OH                        | 2  | 2  | 0 | 2  | 0  |
| 2002                      | Ukrajina                  | MS                        | 6  | 0  | 3 | 3  | 6  |
| 2003                      | Ukrajina                  | MS                        | 6  | 0  | 1 | 1  | 28 |
| Juniorská kariéra celkově | Juniorská kariéra celkově | Juniorská kariéra celkově | 21 | 14 | 3 | 17 | 4  |
| Seniorská kariéra celkově | Seniorská kariéra celkově | Seniorská kariéra celkově | 27 | 5  | 9 | 14 | 40 |